# Judith Volmer
Judith Volmer (* 1976 in Münster) ist eine deutsche Psychologin und Hochschullehrerin.

## Leben
Sie studierte Psychologie (Dipl.-Psych.) mit Nebenfach Rechtswissenschaften an der Universität Bielefeld und wurde 2006 an der Technischen Universität Braunschweig promoviert (Dr. rer. nat.). Anschließend war sie Assistenzprofessorin am Lehrstuhl für Sozialpsychologie an der Friedrich-Alexander-Universität Erlangen-Nürnberg. Sie erhielt 2011 die Venia Legendi für das Fach Psychologie an der Friedrich-Alexander-Universität Erlangen-Nürnberg.
Nach einer Vertretung der Professur für Arbeits- und Organisationspsychologie an der Otto-Friedrich-Universität Bamberg (2010–2012) wurde sie 2013 dort auf die Professur für Organisationspsychologie (Umbenennung in Arbeits- und Organisationspsychologie 2014) berufen.
Internationale Forschungsaufenthalte führten sie u. a. an die New York University (NYU), USA, die Portland State University, USA, und die Universität Bologna, Italien.
Sie erforscht Führung in komplexen Arbeitsumfeldern sowie nachhaltige Karriereentwicklung, insbesondere in den Bereichen digitale Transformation und psychische Gesundheit am Arbeitsplatz. Methodisch arbeitet sie unter anderem mit Längsschnittstudien, Experience-Sampling-Methoden und Feldexperimenten.

## Schriften (Auswahl)
- L. Poetz, J. Volmer (2024). What does leadership do to the leader? Using a pattern-oriented approach to investigate the association between daily leadership profiles and daily leader well-being. Journal of Business and Psychology, 39, 1259–1281. doi:10.1007/s10869-024-09939-6[4]
- M. London, J. Volmer, J. Zyberaj, A. N. Kluger (2023). Gaining feedback acceptance: Leader-member attachment style and psychological safety. Human Resource Management Review, 33(2), Artikel 100953. doi:10.1016/j.hrmr.2023.100953[4]
- A. F. Schowalter, J. Volmer (2023). Are the effects of servant leadership only spurious? The state of research on the causal effects of servant leadership, recommendations, and an illustrative experiment. The Leadership Quarterly, 34(6), Artikel 101722. doi:10.1016/j.leaqua.2023.101722[4]
- J. Volmer, I. K. Koch, C. Wolff (2019). Illuminating the ‘dark core’: Mapping global versus specific sources of variance across multiple measures of the dark triad. Personality and Individual Differences, 145, 97–102. doi:10.1016/j.paid.2019.03.024[4]
- J. Volmer, C. Binnewies, S. Sonnentag, C. Niessen (2012). Do social conflicts with customers at work encroach upon our private lives? A diary study. Journal of Occupational Health Psychology, 17(3), 304–315. doi:10.1037/a0028454[4]
- J. Volmer (2015). Followers’ daily reactions to social conflicts with supervisors: The moderating role of core self-evaluations and procedural justice perceptions. The Leadership Quarterly, 26(5), 719–731. doi:10.1016/j.leaqua.2015.01.005[4]
- J. Volmer, D. Spurk, C. Niessen (2012). Leader–member exchange (LMX), job autonomy, and creative work involvement. The Leadership Quarterly, 23(3), 456–465. doi:10.1016/j.leaqua.2011.10.005[4]
- S. Sonnentag, J. Volmer, A. Spychala (2008). Job performance. In J. Barling & C. L. Cooper (Hrsg.), The SAGE Handbook of Organizational Behavior: Volume I – Micro approaches (S. 427–447). SAGE. doi:10.4135/9781849200448.n24[4]